# Sopho Nizjaradze
Sopho Nizjaradze (georgisk: სოფო ნიჟარაძე, født 6. februar 1986) er en georgisk sanger, sangskriver og skuespiller. Hun repræsenterede Georgien ved Eurovision Song Contest 2010 i Oslo med sangen "Shine", der opnåede en niendeplads i finalen. Hun kendes også som Sofia Niharadze.